# Piedmont (Missouri)
Piedmont é uma cidade localizada no estado americano de Missouri, no Condado de Wayne.

## Demografia
Segundo o censo americano de 2000, a sua população era de 1992 habitantes.
Em 2006, foi estimada uma população de 1958, um decréscimo de 34 (-1.7%).

## Geografia
De acordo com o United States Census Bureau tem uma área de
5,4 km², dos quais 5,4 km² cobertos por terra e 0,0 km² cobertos por água. Piedmont localiza-se a aproximadamente 152 m acima do nível do mar.

## Localidades na vizinhança
O diagrama seguinte representa as localidades num raio de 24 km ao redor de Piedmont.